# Arcoscalpellum eponkos
Arcoscalpellum eponkos is een rankpootkreeftensoort uit de familie van de Scalpellidae. De wetenschappelijke naam van de soort is voor het eerst geldig gepubliceerd in 1998 door Young.